# رام نشده (مینی سریال)
رام‌نشده (به انگلیسی: Untamed) یک مینی‌سریال تلویزیونی آمریکایی در ژانر جنایی-معمایی است که برای شبکه نتفلیکس ساخته شده است. داستان این مجموعه در پارک ملی یوسیمیتی اتفاق می‌افتد. بازیگرانی چون اریک بانا، لیلی سانتیاگو، رزماری دیویت و سم نیل در آن ایفای نقش می‌کنند. این سریال در ۱۷ ژوئیه ۲۰۲۵ منتشر شد.

## فرضیه
جسدی در پارک ملی یوسیمیتی کشف شده و داستان مجموعه حول محور آن می‌چرخد. 

## بازیگران

### اصلی
- اریک بانا در نقش کایل ترنر، مأمور ویژه شعبه خدمات تحقیقاتی پارک ملی (ISB) در پارک ملی یوسیمیتی که هنوز در سوگ از دست دادن پسر خردسالش از ۶ سال قبل است.
- سم نیل در نقش پاول سوتر، محیط‌بانان یوسمیتی و مربی ترنر
- رزماری دیویت در نقش جیل بودوین، همسر سابق ترنر که قبلاً معلم بود
- لیلی سانتیاگو در نقش نایا واسکز، یک محیط‌بان تازه‌کار خدمات پارک ملی که از لس‌آنجلس به یوسمیتی نقل مکان کرده و به ترنر در رسیدگی به پرونده لوسی، قربانی ادعای قتل، کمک می‌کند.
- ویلسون بتل در نقش شین مگوایر، افسر مدیریت حیات وحش در یوسمیتی و تکاور سابق ارتش

## تولید
این مجموعه توسط بخش تلویزیونی برادران وارنر و استودیوی جان ولز پروداکشنز تهیه و ساخته شده است. نویسندگی آن بر عهده مارک ال. اسمیت و ال اسمیت است که به همراه اریک بانا (که در این سریال بازی می‌کند) شورانر و تهیه‌کننده اجرایی آن نیز هستند. جان ولز و ارین جانتو از طریق جان ولز پروداکشنز، تاد بلک و تونی شاو از طریق اسکیپ آرتیستس انترتینمنت، استیو لی جونز از طریق بی هولدر پروداکشنز و کلیف رابرتز از طریق سندیکیت انترتینمنت در ساخت این مینی‌سریال فعالیت داشته‌اند.
سم نیل، لیلی سانتیاگو، رزماری دیویت و ویلسون بتل در ژوئن سال ۲۰۲۴ به جمع بازیگران پیوستند.   
فیلمبرداری این مجموعه در ماه ژوئن ۲۰۲۴ در ونکوور، بریتیش کلمبیا آغاز شد.   مکان‌های فیلمبرداری شامل پارک چیپ کر بود. 

## انتشار
این مینی‌سریال در تاریخ ۱۷ جولای ۲۰۲۵ پخش شد. 